# Despised Icon
Despised Icon är ett band från Montréal i Québec i Kanada som spelar en kombination av metalcore, grindcore och death metal som även kallats deathcore. Bandet bildades 2002 och musiken har påverkan från band som Dying Fetus, Nile, Pantera, Suffocation, och Hatebreed. Debutalbumet Consumed by Your Poison gavs ut samma år och senaste albumet, The Ills of Modern Man, släpptes 2007. Karaktäristiskt för Despised Icon är att de har två vokalister, Steve Marois som growlar både lågt och högt, och Alexandre Erian som använder en medelhög screaming-teknik. Sent 2010 var karriären över för Despised icon bland annat på grund av att bandmedlemmarna skulle skaffa familj.
Despised Icon har spelat med band som Hatebreed, Deicide, The Black Dahlia Murder, Suffocation, Cryptopsy, Killswitch Engage, Morbid Angel, och Behemoth.

## Medlemmar
Nuvarande medlemmar
- Sebastien Piché – basgitarr (2002–2008, 2014– )
- Steve Marois – sång (2002–2010, 2014– )
- Éric Jarrin – gitarr (2002–2010, 2014– )
- Yannick St. Amand – gitarr (2002–2006), sampling (2014– )
- Alexandre Erian – sång (2004–2010, 2014– ), trummor (2002–2004)
- Alex Grind (Alexandre Pelletier) – trummor, slagverk (2004–2010, 2014– )
- Ben Landreville – gitarr (2009–2010, 2014– )

Tidigare medlemmar
- Marie-Hélène Landry - sång (2002–2003)
- Al Glassman – gitarr (2006–2008)
- Max Lavelle – basgitarr (2008–2010)

Turnerande medlemmar
- Patrice Hamelin	– trummor (2008)
- Kevin McCaughey – sång (omkring 35 uppträdanden när Steve Marois var sjuk)

## Diskografi
Studioalbum
- 2002 – Consumed by Your Poison, LP (Galy Records, återutgiven 2006 av Century Media Records)
- 2005 – The Healing Process (Century Media Records)
- 2007 – The Ills of Modern Man, (Century Media Records)
- 2009 – Day Of Mourning, (Century Media Records)
- 2016 – Beast (Nuclear Blast)
- 2019 – Purgatory (Nuclear Blast)

EP
- 2004 – Syndicated Murderers

Singlar
- 2016 – "The Aftermath"

Annat
- 2005 – Bodies in the Gears of the Apparatus / Despised Icon (delad CD: Relapse Records)
- 2006 – Demos 2002 & 2004 (delad CD: Ion Dissonance / Despised Icon, Galy Records)

Video
- 2009 – Montreal Assault (2DVD, Century Media)